# Липицкий, Семён Васильевич
Липицкий Семён Васильевич (5 ноября 1913, Кривой Рог, Херсонская губерния — 20 января 1996, Москва) — советский учёный-историк. Доктор исторических наук (1972), профессор (1975).

## Биография
Родился 5 ноября 1913 года в местечке Кривой Рог в крестьянской семье.
Окончил криворожскую среднюю школу № 8. В 1934 году окончил факультет истории музыки Одесского музыкально-драматического института. В 1940 году окончил исторический факультет МГУ имени Ломоносова. В 1940—1941 годах — преподаватель всеобщей истории в Черниговском педагогическом институте.
Участник Великой Отечественной войны с первых дней — стрелок-бомбардир, штурман ночного бомбардировщика в 719-м авиационном полку ночных бомбардировщиков, с 1943 года — штурман звена. Совершил более 300 боевых вылетов, был сбит. Был лектором полка, выполнял обязанности переводчика, писал стихи, публиковался во фронтовых газетах.
В конце 1944 года в звании капитана откомандирован на военно-исторический факультет Военной академии имени М. В. Фрунзе для изучения военного опыта и обобщения боевого пути 17-й воздушной армии. В 1948 году окончил Военную академию имени М. В. Фрунзе. В 1950 году защитил кандидатскую диссертацию по теме «Авиация в русской армии в 1914—1917 гг.». В 1952—1970 годах преподавал в Военной академии имени М. В. Фрунзе. В 1970 году вышел в запас в звании полковника.
В 1970—1976 годах — преподаватель, профессор кафедры военной истории Военно-политической академии имени В. И. Ленина. В 1973 году защитил докторскую диссертацию «Военная деятельность ЦК РКП(б). 1917—1920».
В 1976—1993 годах — профессор в Московском институте электронного машиностроения.
Умер 20 января 1996 года в Москве.
Сын Василий (род. 1947) — доктор философских наук, депутат Государственной думы I созыва.

## Научная деятельность
Исследовал проблемы военной истории. Автор 80 печатных работ, отдельные переведены за рубежом.

### Научные труды
- Авиация в русской армии в 1914—1917 гг. / М., 1950.
- Ледовое побоище [Текст] / Канд. ист. наук полк. С. В. Липицкий. — М.: Воениздат, 1964. — 67 с.
- История военного искусства / М., 1966 (в соавторстве).
- Военная деятельность ЦК РКП(б). 1917—1920 / М.: Политиздат, 1973. — 320 с.
- Ленинское руководство обороной страны. Создание и деятельность высших органов руководства обороной Советской республики, 1917—1920 / М.: Политиздат, 1979 — 304 с.
- Великая Отечественная война: Вопросы и ответы / М., 1985 (в соавторстве).
- Советские Вооружённые Силы: страницы истории (1918—1988) [Текст]: вопросы и ответы / П. Н. Бобылев, В. П. Бокарев, С. В. Липицкий. — М.: Политиздат, 1987. — 416 с.

## Награды
- Орден Красного Знамени;
- Дважды орден Отечественной войны;
- Трижды орден Красной Звезды;
- Медали;
- Почётный гражданин посёлка Кшенский (1985).